# Syncrossus reversa
Syncrossus reversa är en fiskart som först beskrevs av Roberts, 1989.  Syncrossus reversa ingår i släktet Syncrossus och familjen nissögefiskar. Inga underarter finns listade i Catalogue of Life.